# Интерлейкин 5
Интерлейкин 5, или эозинофильный колониестимулирующий фактор, (англ. Interleukin-5, IL-5; colony-stimulating factor, eosinophil) — полипептидный цитокин, относится к группе гранулоцитарно-макрофагальных колониестимулирующих факторов вместе с интерлейкином 3 и гранулоцитарно-макрофагальный колониестимулирующим фактором. Индуцирует конечную дифференцировку поздних B-клеток в иммуноглобулин-секретирующие клетки.

## Структура и функция
Зрелый интерлейкин 5 состоит из 115 аминокислот и находится в димерной форме, соединённой дисульфидной связью между субъединицами. Интерлейкин 5 секретируется Т-хелперами 2 типа и тучными клетками. Стимулирует рост B-клеток и продукцию антител.